# Maeandrogonaria
Maeandrogonaria is een geslacht van vlinders van de familie spanners (Geometridae), uit de onderfamilie Ennominae.

## Soorten
- M. corticalis Butler, 1882
- M. undilineata Butler, 1883
- M. valentina Butler, 1893